# Kloetingse Molen
De Kloetingse molen is een korenmolen aan de Kapelseweg vlak buiten Kloetinge. De molen heeft sinds 14 september 2013 de naam 'Oostmolen'. Tot die tijd had hij geen officiële naam. Het is een ronde bakstenen stellingmolen uit 1704 die in Zeeuwse traditie is gewit. De molen is gedekt met dakleer en heeft een gevlucht van 21,60/21,75 meter. Het is een beeldbepalende molen die op een verhoging in het landschap staat.

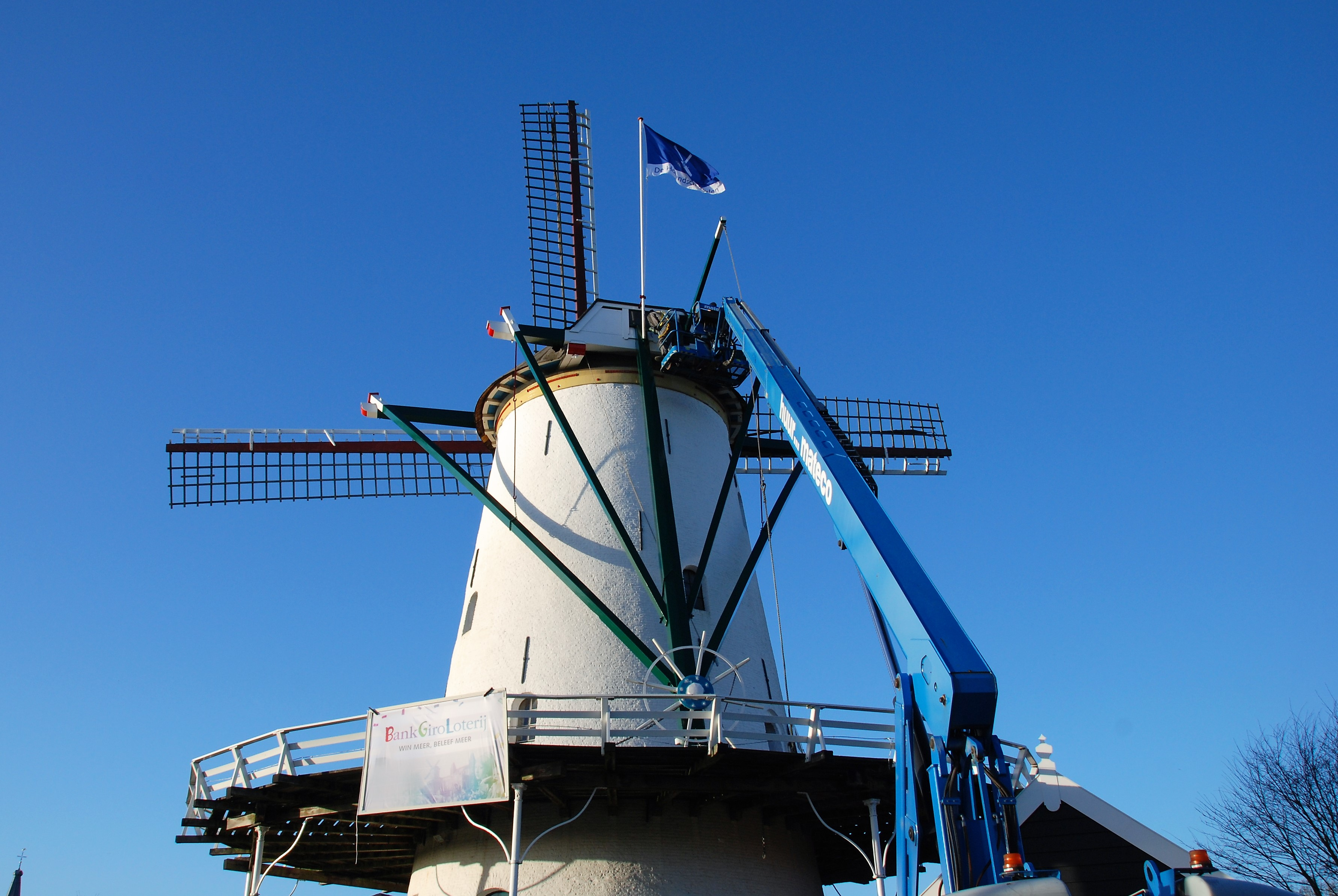
Schilderen Oostmolen 2018

In 1979 werd de molen grootschalig gerestaureerd door de toenmalige eigenaar, die het beheer van de molen in 1998 aan een speciale stichting ter behoud van de molen overdroeg. Deze Stichting tot Behoud van de Molen te Kloetinge liet de molen daarna meteen restaureren. Vervolgens bleek de molen er toch slechter aan toe dan gedacht, en besloot de gemeente Goes in 2006 de molen te kopen en vervolgens aan de stichting over te dragen. De overdracht aan de stichting vond plaats op 12 september 2008. Door vrijwilligers werden de trappen in de molen vernieuwd. Ook kon na de overdracht de molen gewit worden en werd in 2018 het wiekenkruis geschilderd.